# Aphyle
Aphyle is een geslacht van vlinders van de familie spinneruilen (Erebidae), uit de onderfamilie Arctiinae.

## Soorten
- A. affinis Rothschild, 1909
- A. cuneata Hampson, 1905
- A. flavicolor Talbot, 1928
- A. onorei de Toulgoët, 1988
- A. steinbachi Rothschild, 1909